# سیارک ۴۱۰۹
سیارک ۴۱۰۹ (به انگلیسی: 4109 Anokhin، نامگذاری:1969OW) چهار هزار و صد و نهمین سیارک کشف شده‌است که در ۱۷ ژوئیه ۱۹۶۹ کشف شد.
قدر مطلق سیارک برابر ۱۳٫۷۰ است.